# Phaenocarpa jawahari
Phaenocarpa jawahari är en stekelart som beskrevs av Sharma 1979. Phaenocarpa jawahari ingår i släktet Phaenocarpa och familjen bracksteklar. Inga underarter finns listade i Catalogue of Life.